# Gheorghe Benga
Gheorghe Benga (n. 26 ianuarie 1944, Timișoara, România) este un medic român, membru corespondent al Academiei Române, profesor universitar și șef al Catedrei de Biologie Celulară și Moleculară din cadrul Universității de Medicină și Farmacie "Iuliu Hațieganu" din Cluj Napoca și șef al Laboratorului de Genetică Umană din cadrul Spitalului Clinic Județean Cluj Napoca.

## Descoperirea aquaporinei 1
În 1986, împreună cu Octavian Popescu și Victor I. Pop, Gheorghe Benga demonstrează existența unei proteine-canal pentru apă în membrana celulară a globulelor roșii, pe care reușește să o detecteze cu ajutorul americanului Ross P. Holmes, de la Universitatea Illinois, care furnizează substanța necesară pentru detectarea acesteia. Descoperirea a fost publicată în anul 1986 în reviste internaționale de specialitate (Biochemistry și European Journal of Cell Biology), împreună cu descrierea modului în care această proteină ar putea fi izolată și purificată, dacă s-ar dispune de aparatura necesară.
În anul 1988 profesorul american Peter Agre descoperă aceeași proteină, pe care, dispunând de aparatura necesară, reușește să o izoleze și purifice. În studiul publicat în 1988 de Peter Agre, lucrarea profesorului Gheorghe Benga este menționată în bibliografie. În 1992 Peter Agre publică un alt studiu, referitor la proprietatea aquaporinei de a transporta apa prin membrana celulară, în care profesorul Benga este omis din bibliografie.
În anul 2003 Premiul Nobel pentru Chimie li se acordă americanilor Peter Agre și Roderick MacKinnon, pentru descoperirile din domeniul canalelor membranelor celulare, astfel: jumătate din premiu lui Peter Agre (creditat de juriul Nobel pentru descoperirea canalelor pentru apă), și jumătate din premiu lui Roderick MacKinnon (creditat de juriul Nobel pentru studiile asupra structurii și mecanismelor canalelor ionice).

## Premii și distincții
- Premiul Emil Racoviță al Academiei Române, pentru Ciclul de Lucrări de Biologie Moleculară a Membranelor (1984)
- Premiul anual al Uniunii Medicale Balcanice, pentru cercetarile de biologie a membranelor (1987)
- Premiul Iuliu Moldovan și Diploma de medalie jubiliară - 75 de ani de învațământ medical românesc în Transilvania, acordate pentru "rezultate deosebite în activitatea didactică și de cercetare științifică" (1994)
- Premiul K. Miras al Asociației Balcanice de Laborator Clinic (2000)
- Premiul Opera Omnia pentru întreaga activitate de cercetare științifică (2000)
- Medalia de Aur pentru prezentarea Aquaporinei la cel de-al treilea Congres de Știință de la Constanța [3]